# Дињица
Дињица је био српски жупан и оснивач властелинске породице Дињичић која је имала своје посједе у источним дјеловима краљевине Босне, област Јадара.
Први сачувани писан помен жупана Дињице је у повељи краља Стефана Тврта Првог Котроманића, 10. априла 1378. године. У повељи српски краљ потврђује раније повеље господе српске, рашке и босанске, а у повељи помиње жупана Дињицу. Дињица је имао синове: Драгишу, Ковача, Владислава и Павла.